# Sangre española (álbum de Manolo Tena)
Sangre española es el título del segundo álbum de estudio en solitario grabado por el cantautor español Manolo Tena, Fue lanzado al mercado bajo el sello discográfico Epic Records a finales del año 1992 compuesto por 10 canciones, con producción de Jorge Álvarez, Julián Navarro y Manolo Aguilar.
El tema que daba título al álbum, Sangre española, se convirtió en el mayor éxito de Manolo Tena, vendiendo más de un millón de copias en todo el mundo. El tema fue compuesto por Javier Vargas, con letras de Manolo Tena.

## Lista de canciones
- Todas las canciones escritas y compuestas por Manolo Tena.

| Sangre española |                             |                                      |          |  |
| N.º             | Título                      | Escritor(es)                         | Duración |  |
| 1.              | «Sangre española»           | Manolo Tena · Javier Vargas          | 3:24     |  |
| 2.              | «Quiero beber y no olvidar» | Manolo Tena · Pancho Varona          | 5:21     |  |
| 3.              | «Fuego en la piel»          | Manolo Tena · José María González    | 4:20     |  |
| 4.              | «Qué te pasa»               | Manolo Tena · Manolo Aguilar         | 3:29     |  |
| 5.              | «Sal y limón»               | Manolo Tena                          | 4:49     |  |
| 6.              | «Tocar madera»              | Manolo Tena · Miguel Ángel Collado   | 5:12     |  |
| 7.              | «Loco por verte»            | Manolo Tena · Manolo Aguilar         | 5:03     |  |
| 8.              | «Desnudo bajo las lluvias»  | Manolo Tena · Jesús Asúa             | 3:29     |  |
| 9.              | «Llévame hasta el mar»      | Manolo Tena · Manuel Rodríguez Pérez | 4:48     |  |
| 10.             | «Por derecho»               | Manolo Tena · Ángel Venancio         | 5:13     |  |